# Procureur indépendant

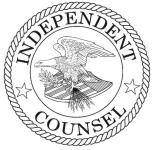
Sceau du Bureau des procureurs Indépendants.

La charge de procureur indépendant (en anglais, Independent Counsel), appelé aussi, est une fonction judiciaire américaine instaurée en 1978, à la suite du scandale du Watergate, par la loi sur l'éthique gouvernementale.
Les procureurs indépendants avaient la particularité d'être totalement distincts du procureur général des États-Unis et du département de la Justice des États-Unis. Nommés par un collège de juges, ils avaient pour mission de mener des investigations en totale indépendance visant des responsables de l'administration et du pouvoir exécutif.
La fonction est supprimée en 1999 lorsque la loi, renouvelable tous les 5 ans, devint caduque. Le poste est remplacé par celui de procureur spécial.
Le plus célèbre des procureurs indépendants est Kenneth Starr, qui mena de 1994 à 1999 les enquêtes visant le président des États-Unis Bill Clinton dans le cadre de l'affaire Lewinsky.